# Романович, Александр Леонидович
Александр Леонидович Романо́вич (род. 15 октября 1952 года, Москва, СССР) — российский государственный и политический деятель. Советник руководителя фракции «Справедливая Россия» С. М. Миронова с 12 апреля 2017 года.
Депутат Государственной думы Федерального собрания Российской Федерации VI созыва (21 декабря 2011 — 12 апреля 2017). Заместитель Председателя Государственной думы Федерального собрания Российской Федерации VI созыва (25 марта — 12 апреля 2017).
Вице-президент международной неправительственной социал-демократической организации Социалистический интернационал.
Кандидат политических и доктор философских наук. Владеет французским, португальским, испанским и английским языками. Полковник запаса.

## Биография
Отец, Романович Леонид Сергеевич (1923 г.р., Москва), окончил Иркутское авиационное училище в 1942 году, участник Великой Отечественной войны в рядах Советской Армии с 1941 года по 1948 год. Мать, Горошко Майя Давыдовна (1930 г.р., Харьков), выпускница Московского института Народного хозяйства имени Г. В. Плеханова, переехала с родителями в Москву в 1940 году из Украины.
Окончил московскую среднюю школу № 455. До поступления в Институт в 1969—1970 годах работал в ТАСС. В 1970—1975 годах учился на факультете западных языков Военного института иностранных языков.
В 1973—1974 годах, в бытность учёбы в Институте, проходил службу в качестве переводчика в Республике Мали. После окончания учёбы в 1976 был направлен в Республику Куба в качестве старшего переводчика Главного военного советника СССР. В 1978—1981 годах служил референтом специального факультета Военно-Воздушной Академии имени Ю. А. Гагарина в Монино (Московская обл.). В 1981—1984 годах продолжил службу старшим референтом аппарата Главного военного советника СССР в Сан-Томе и Принсипи.
В 1984—1987 годах был прикомандирован в Международный отдел ЦК КПСС. Работал в качестве переводчика, в том числе с генсеком ЦК Португальской Компартии Алвару Куньялом, генсеком ЦК Компартии Бразилии Жиокондо Диасом, 1-м секретарём ЦК Компартии Кубы Фиделем Кастро и другими видными деятелями коммунистического движения европейских и латиноамериканских стран. В 1987—1989 годах проходил службу в качестве старшего офицера группы советских военных советников в Анголе и Мозамбике.
В 1989—1990 годах находился в распоряжении 10-го Главного управления Генштаба ВС СССР.
Имеет награды СССР и РВС Кубы. Удостоен Почетной грамотой Патриарха Московского и Всея Руси «За усердные труды во славу Русской Православной Церкви». Награждён Почётной грамотой Государственной Думы Федерального Собрания Российской Федерации.

### Политическая и общественная деятельность
В марте 1999 года с группой единомышленников (Б. А. Краснов, М. А. Ширвиндт, Ю. М. Антонов, Н. А. Аношко, А. П. Каледин, Л. П. Варданян, А. Н. Хабургаев, И. И. Затевахин и др.) создал и возглавил Российскую эколого-гуманитарную партию «Миллион друзей», в которую вошли представители российских общественных организаций, объединяющих друзей живой природы.
В марте 2002 года принял активное участие в создании и стал одним из учредителей Российской партии жизни. Являлся Секретарем Исполкома РПЖ по международным делам до 2006 года. На данный момент является Секретарем Президиума Центрального совета партии Справедливая Россия по международным вопросам.
В 2005 году был избран депутатом Совета депутатов Дмитровского района Московской области.
В 2007—2011 годах являлся депутатом Московской областной думы, заместителем председателя Комитета по аграрной политике, землепользованию, природным ресурсам и экологии и также возглавлял фракцию «Справедливая Россия».
С 2011 года избран депутатом Государственной думы от Московской области, является заместителем председателя Комитета по международным делам.
25 марта 2016 года был избран новым заместителем Председателя Государственной Думы от эсеров, заменив на этом посту Николая Левичева, который перешел в ЦИК по списку ГД.
Занимаясь международной тематикой, в нижней палате российского парламента А. Романович входил в делегацию Государственной Думы и Совета Федерации в ПАСЕ, руководил группой дружбы с парламентом Португалии, являлся заместителем председателя Комитета по международным делам.
С апреля 2017 года занимает должность советника руководителя фракции «Справедливая Россия» С. М. Миронова. Известно, что эта должность была введена специальным указом Президента Российской Федерации от 27 января 2017 года.
В начале марта 2017 года избран вице-президентом Социалистического интернационала — международной неправительственной социал-демократической организации, объединяющей левоцентристские движения и политические партии со всего мира. В качестве вице-президента курирует регион Восточной Европы и стран СНГ.
В 2020 году был Выдвинут Справедливой Россией как кандидат на пост губернатора Севастополя.

### Предпринимательская деятельность
После демобилизации из Вооружённых Сил СССР в 1991 году занялся предпринимательской деятельностью. В составе холдинга «Друг», который он возглавил, развивались издательская, производственная и другие виды деятельности. Кроме этого, издательский дом «Друг» стал крупнейшим российским издательством периодической литературы для любителей живой природы.
В 2002—2007 годах возглавлял в качестве президента и генерального директора российско-французское производственное объединение «Роял-Канин Россия» в Дмитровском районе, Подмосковье.
Является издателем журналов «Друг» и «Полный привод 4х4».
В 2004—2007 годах являлся президентом АПК России (Ассоциация производителей кормов для домашних животных).

### Научно-преподавательская деятельность
Окончил аспирантуру (2000 г.) и докторантуру (2004 г.) Российской академии государственной службы. Защитил кандидатскую диссертацию на тему «Многопартийность как фактор демократизации политического процесса в России» и докторскую диссертацию на тему «Концепция безопасного развития социоприродных систем». Профессор кафедры экономики природопользования и экологии РАГСа.
Автор статей и книг по международным отношениям и проблемам устойчивого развития, продовольственной и экологической безопасности, постоянно выступает в СМИ с публицистическими материалами.

### Увлечения
С ранних лет увлекается кинологией, авто- и мототехникой. Участник российских и международных соревнований по ралли и трофи-рейдам.
В августе 2015 года на учредительной конференции был избран Президентом Общероссийской общественной организации «Объединение мотоциклистов России МОТО-СПРАВЕДЛИВОСТЬ». По его словам, идея создания подобного объединения давно висела в воздухе: «На мой взгляд, культура двухколесного транспорта в России имеет противоречивый имидж и нуждается в развитии. К сожалению, езда на мотоцикле у большинства населения ассоциируется с чем-то агрессивным и опасным. Более того, чрезвычайно не развиты программы подготовки водителей для отдельных категорий двухколесного транспорта, а регламент их вождения и вовсе отсутствует. Естественно, что данные явления приводят к большему количеству аварий на дорогах. Кроме этого, как мотоциклист со стажем, могу с уверенностью сказать, что не раз наблюдал, как нарушались права мотоциклистов. Очевидны и главные причины развития идеи езды на мотоциклах и скутерах. Во-первых, это экологически безопаснее. А во-вторых, уменьшение количества автомобилистов пересадкой их на двухколесный транспорт сократить объём пробок — проблему, которая не дает покоя всем городским жителям», отметил он.